# Apristurus longicephalus
Apristurus longicephalus е вид хрущялна риба от семейство Scyliorhinidae.

## Разпространение
Видът е разпространен в Австралия (Западна Австралия и Куинсланд), Сейшели и Япония (Шикоку).